# 心口的微光
心口的微光是台灣女歌手陳詩妤所錄製的第一首個人單曲。並於2014年5月24日在KKBOX （页面存档备份，存于）等各大數位平台上發行。

## 簡介
- 全曲由喜歡音樂知名製作人陳子鴻老師及陳冠甫老師統籌製作。[1]

- 三立華劇-喜歡·一個人的插曲。
- 2014年4月26日於西門河岸留言新歌發表會上首度演唱。[2]

## 發行
- 2014年5月24日於KKBOX （页面存档备份，存于）,MYMUSIC （页面存档备份，存于）,Omusic,iTunes （页面存档备份，存于）數位發行
- 在華流 2014年6月號：陳詩妤 特刊上以實體唱片形式作為附件一起發行[3]

## 相關影片
- 2014年6月4日超級偶像《超級偶像特別來賓》https://www.youtube.com/watch?v=TTxkRIkudbc （页面存档备份，存于）